# Synchiropus kanmuensis
Synchiropus kanmuensis är en fiskart som först beskrevs av Nakabo, Yamamoto och Chen, 1983.  Synchiropus kanmuensis ingår i släktet Synchiropus och familjen sjökocksfiskar. Inga underarter finns listade i Catalogue of Life.